# ییرژی لابوس
ییرژی لابوس (چکی: Jiří Lábus؛ ‏ تلفظ چکی: [ˈjɪr̝iː]؛ ‏ YI-RZHEE؛ ‏ زادهٔ ۲۶ ژانویهٔ ۱۹۵۰) بازیگر اهل جمهوری چک است. وی دانش‌آموختۀ آکادمی هنرهای نمایشی پراگ است و از سال ۱۹۷۷ میلادی تاکنون مشغول فعالیت بوده‌است. برادر او لادیسلاو لابوس آرشیتکت و معمار است.

از فیلم‌هایی که وی در آن‌ها نقش داشته است، می‌توان به سه برادر و آفتاب، علف، تن‌کامگی اشاره نمود.